# Meroncidius obscurus
Meroncidius obscurus är en insektsart som beskrevs av Jean Guillaume Audinet Serville 1831. Meroncidius obscurus ingår i släktet Meroncidius och familjen vårtbitare. Inga underarter finns listade i Catalogue of Life.